# Exoneura obscuripes
Exoneura obscuripes là một loài Hymenoptera trong họ Apidae. Loài này được Michener mô tả khoa học năm 1963.